# 李國𣚴
李國（1585年—1631年），字元冶，號續溪，直隸保定府高陽縣（今屬河北省）人。明末政治人物，同進士出身。

## 生平
李國為萬歷四十一年（1613年）癸丑科三甲進士。由庶吉士歷官詹事。天啟六年（1626年）七月，超擢禮部尚書，進入內閣。崇禎初，加左柱國、少師兼太子太師、吏部尚書、中極殿大學士。同年五月即請歸里。崇禎四年（1631年）卒，贈太保，謚文敏。

## 家族
高祖父李儼為成化進士，高陽李氏一世祖。曾祖李師孔,曾叔祖李師儒。祖李東少為師孔第三子。父李知先為東少第六子，以子國𣚴及孫霨貴。母平涼知府任丘鄺珩孫女。夫人陳氏為邑處士陳淳女。繼配趙氏，再繼張氏。子李霨，为清初保和殿大学士。
高陽李氏后代有李鸿藻，晚清名臣。

## 外部連結
- 吏部尚书李国[永久] 高陽政府網

| 官衔          | 官衔                            | 官衔          |
| ------------- | ------------------------------- | ------------- |
| 前任： 施凤來 | 明朝内阁首輔 崇祯元年（1628年） | 繼任： 來宗道 |